# Route nationale 752
La route nationale 752 ou RN 752 était une route nationale française reliant Varades à Cheffois. À la suite de la réforme de 1972, elle a été déclassée en RD 752.

## Ancien tracé de Varades à Cheffois (D 752)
- Varades
- Saint-Florent-le-Vieil
- Saint-Pierre-Montlimart
- Beaupréau
- Cholet
- Saint-Laurent-sur-Sèvre
- Saint-Michel-Mont-Mercure
- Pouzauges
- Cheffois

## Lieux visitables situés à proximité de la route
- Le Puy du Fou